# 村上正弘
村上 正弘（ むらかみ まさひろ、1944年9月30日 - ）は、日本の経営者。日本製紙元常務取締役、三島製紙元代表取締役社長、日本製紙パピリア元代表取締役社長である。

## 経歴・人物
熊本県出身。1967年3月、山口大学工学部工業化学科卒業。同年4月、山陽パルプ（現日本製紙）入社。1993年4月、同社岩国工場管理室長。1995年7月、同社勿来工場長代理兼工務部長兼環境管理室長。1990年6月、同社参与技術本部バリトー・プロジェクト推進室長。2001年5月、同社参与技術本部長付部長。同年6月、同社取締役勿来工場長。2004年6月、同社常務取締役鈴川工場長兼富士工場長。2005年4月、同社常務取締役富士工場長。2006年6月、三島製紙代表取締役副社長及び社長補佐、技術部門管掌、企画部担当に就任。2007年6月、同社代表取締役社長に就任。2011年6月、日本製紙パピリア顧問。